# 扬州漆器
扬州漆器为中国民间著名工艺品之一，产于江苏扬州。

## 歷史
扬州漆器早在西汉时已具较高的技术水平，唐创“剔红雕漆”，明兴“镶嵌”之法，至清结合两者，又添特色。现生产雕漆嵌玉、刻漆、平磨螺钿、骨石镶嵌、红彩勾刀等，产品有各花式的屏风、桌柜、盘盒等家具和陈设用品几百种，其中“雕漆嵌玉”是将各种具有不同天然色彩的玉石镶嵌在漆器上，构成非常精美的画面；“平磨螺钿”是将蚌壳、云母等磨成薄片，锯成各种形状，镶入漆器上，然后磨光，明亮如镜。
2006年，扬州漆器髹饰技艺被列入第一批中国国家级非物质文化遗产名录。